# Lijst van beschermd erfgoed in de gemeente Kopstal
In deze lijst van beschermd erfgoed in de gemeente Kopstal zijn alle geclassificeerde nationale monumenten van de Luxemburgse gemeente Kopstal opgenomen.

## Monumenten per plaats

### Kopstal
| Object | Bouwjaar/architect | Locatie         | Datum beschermd?      | Coördinaten | Afbeelding |
| ------ | ------------------ | --------------- | --------------------- | ----------- | ---------- |
| Gebouw |                    | rue de Saeul 34 | 9 september 2009 (IS) |             |            |

## Bron
- Liste des immeubles et objets classés monuments nationaux ou inscrits à l'inventaire supplémentaire